# Corrupted
A Corrupted japán sludge metal/doom metal/ambient együttes, 1994-ben alakult Oszakában. A zenekar főleg spanyol nyelven énekel, de angol nyelvű dalaik is vannak, valamint a 2011-es albumuk német címmel rendelkezik. A brit Terrorizer magazin az 1997-es nagylemezüket a tizenhetedik legjobb sludge albumok közé sorolta. A zenekar elkerüli az interjúkat, illetve azt sem engedik, hogy lefényképezzék őket. A PopMatters magazin továbbá a legjobb japán metal együttesek közé sorolta őket, olyan nevekkel együtt, mint a Sigh, a Church of Misery vagy a Coffins.

## Tagok
- Chew Hasegawa - dob
- Talbot - gitár
- Yokota - gitár
- Takehito Miyagi - billentyűk

## Korábbi tagok
- Lowell Isles - basszusgitár
- Jose - basszusgitár
- Monger - basszusgitár
- Ippei Suda - akusztikus gitár
- Hevi - ének, basszusgitár
- Shibata - basszusgitár (2004)

## Diszkográfia
- Paso Inferior (1997)
- Llenandose de gusanos (1999)
- Se hace por los suenos asesinos (2004)
- El mundo frio (2005)
- Garten der Unbewusstheit (2011)

## Egyéb kiadványok
EP-k
- Anciano (1995)
- El dios queja (1995)
- Nadie (1995)
- Dios injusto (1999)
- Loss (2015)
- Felicific Algorithim (2018)

Split lemezek
- Corrupted / Grief (1995)
- Corrupted / Black Army Jacket (1997)
- Corrupted / Enemy Soil (1997)
- Corrupted / Noothgrush (1997)
- Corrupted / Scarver's Calling (1999)
- Corrupted / Phobia (1999)
- Corrupted / Meat Slave (1999)
- Corrupted / Machetazo (2000)
- Corrupted / Sloth (2000)
- Corrupted / Discordance Axis (2001)
- Corrupted / Cripple Bastards (2002)
- Corrupted / Infaust (2002)